# پاسکا (ناحیه اولومووتس)
پاسکا (به چکی: Paseka) یک منطقهٔ مسکونی در جمهوری چک است که در ناحیه اولومووتس واقع شده‌است. پاسکا ۲۲٫۸۴ کیلومتر مربع مساحت و ۱٬۲۸۰ نفر جمعیت دارد و ۵۶۸ متر بالاتر از سطح دریا واقع شده‌است.